# Інез Сібері
Інез Сібері (англ. Ynez Seabury; 26 червня 1907 — 11 квітня 1973) — американська акторка німого кіно та театру і початку звукової епохи.

## Біографія
Народилася у штаті Орегон, її нащадки — одні з перших іспанських сімей у Каліфорнії. Її прадід Луїс Марія Перальта, іспанський солдат, отримав у дарчу землю ранчо Сан-Антоніо, один із засновників Окленду, штат Каліфорнія. Інез росла у творчій атмосфері — її батьки були акторами. Мати Шарлота з'являлася в кількох виставах у різних театрах Лос-Анджелеса, а також на другорядних ролях у деяких голлівудських фільмах. Її батько Лес Сібері виконував епізодичні ролі — переважно офіцерів запасу. Як тільки Інез виповнилося півтора роки, батько почав брати її на свої спектаклі, і вона спостерігала за ним через лаштунки.

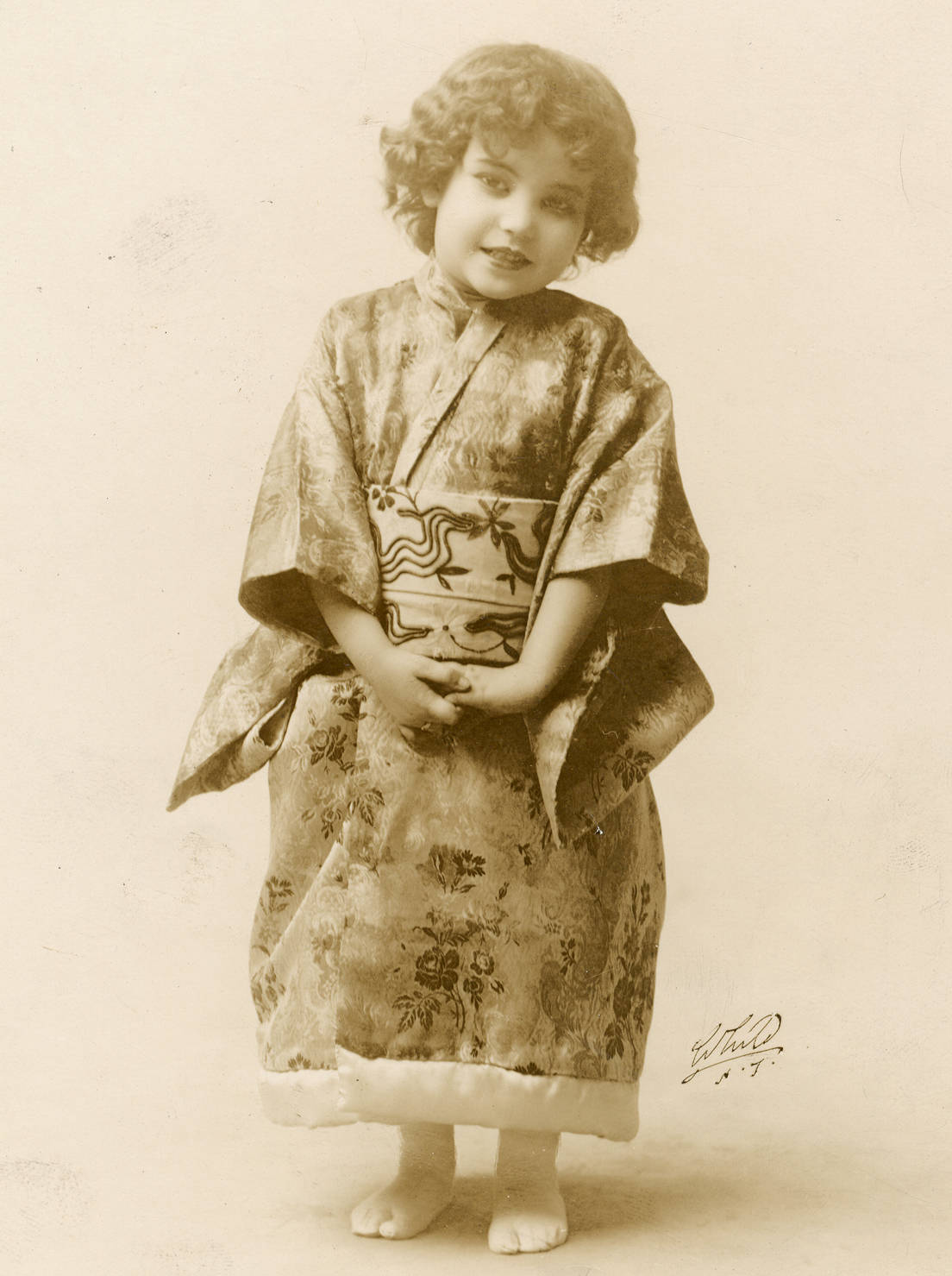
Інез Сібері у 5 років, 1912

У 1911 році 4-річна Інез потрапляє до трупи Девіда Ворка Гріффіта. Відразу виходить її перший фільм «Серце скнари», де вона грала разом з Боббі Гарроном. Потім у 1912 році Гріффіт знімає фільми «Промінь сонця», «Поневіряння Біллі», «Для його сина», де Інех знову грає з такими акторами, як Клер Макдауелл, Бланш Світ, Дороті Бернард, Лайонел Беррімор. Згодом журналісти називали її «The Biograph Baby». Після зйомок у Гріффіта повернулася до театру, де з грудня 1912 по березень 1913 грала в постановці «Racketty-Packetty House».
Тема індіанців була значуща у житті Інез Сібері. У 1927 році знімається ще в одному фільмі на цю тематику — «Червона глина» разом з Вільямом Десмондом і Альбертом Смітом. За цю роль покоївки індіанського походження заслужила визнання не тільки у кінематографістів, а й у самих індіанців. За роль індіанської дівчини Інез була прийнята членами племені Хопі. Згодом 29 племен зі своїми ватажками гастролювали разом із спектаклем і брали участь у ньому як фонова масовка.
Того ж 1927 року Інез Сібері співпрацювала з комічним актором Бертоном Черчіллем. Бертон працював у молодості з батьком юної зірки — Лесом Сібері. Актор запросив її для спільної роботи над виставою Allas the Deacon (1927) у Голлівудському театрі.
1928 року брала участь у постановці романтичної драми Річарда Таллі «Його квіткова наречена», прем'єра якої відбулася в театрі Мейсона в Лос-Анджелесі в березні.
У 1937 була учасницею радіовистави разом із Джеком Бенні та Мері Лівінгстон на Радіо CBS «Мільйони Брюстера».
Інез Сібері залишалася на екрані до кінця 1940-х, найчастіше це були епізодичні ролі, її ім'я не вказувалося в титрах. Останній фільм — «Самсон і Даліла» (1949), режисером якого був Сесіл Блаунт Демілль, в титрах акторка також не значилася.

## Особисте життя
У 1928 року Інез Сібері одружилася з Волтером Вільямом Костелло, за рік пара розлучилася. Вдруге одружилася в 1960 році з Верноном Кейтом Вайтом. Прожила з ним 7 років, до 15 червня 1967 року, коли чоловік помер.